# Floda kyrka (Södermanland)

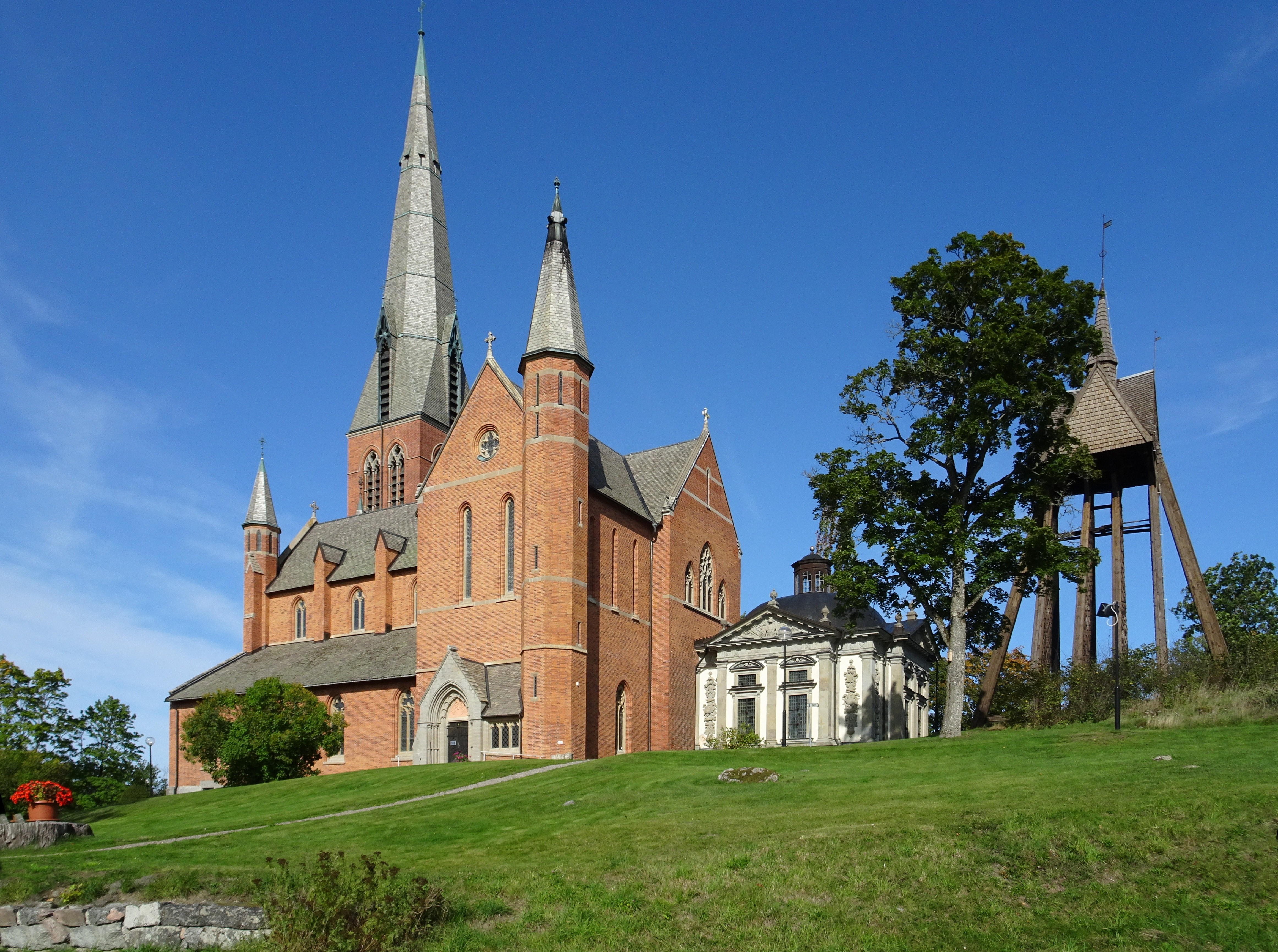
Floda kyrka von Süden, 2020

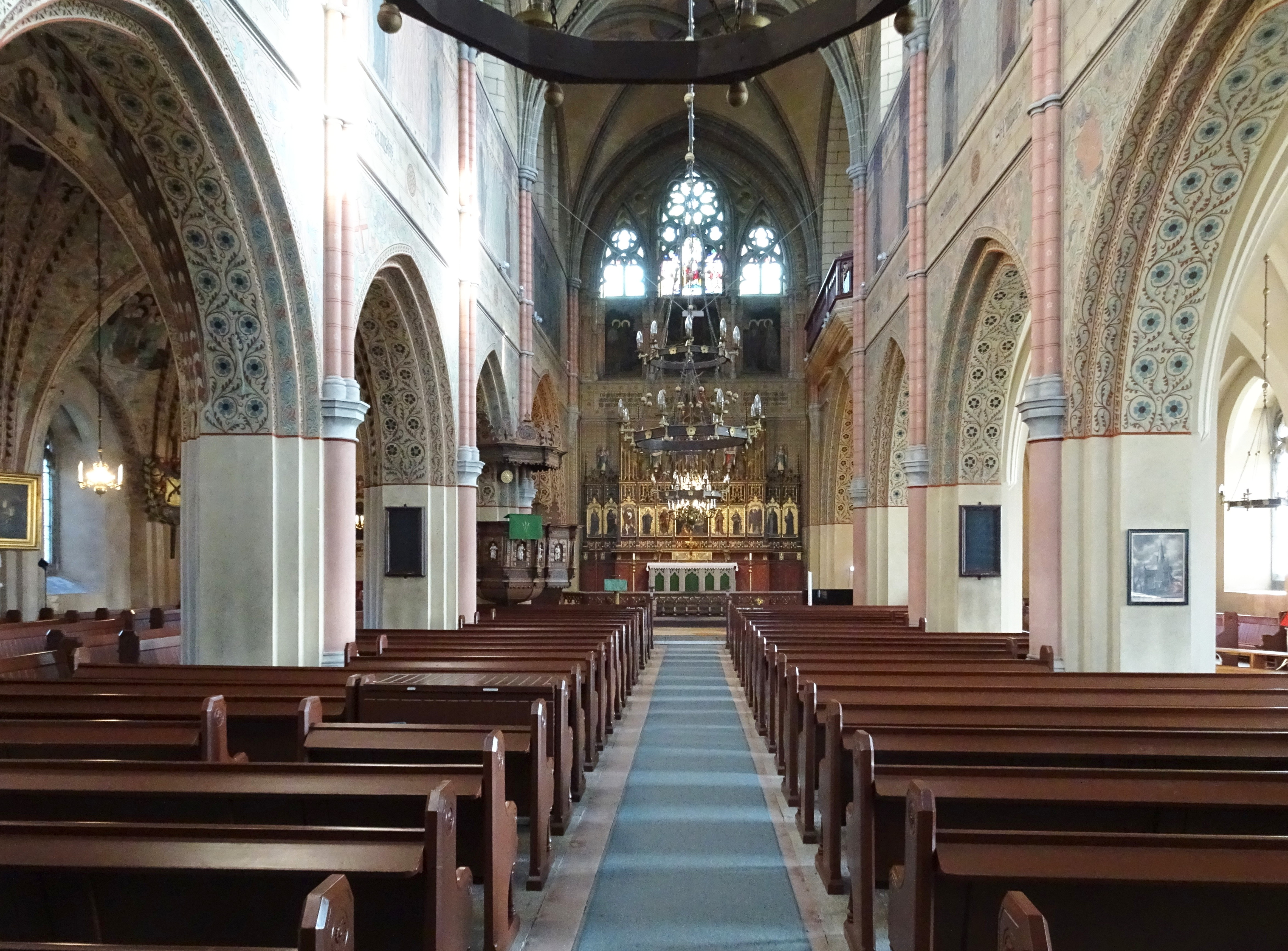
Das Innere der Kirche

Floda kyrka ist eine Kirche in der Gemeinde Katrineholm in Södermanland in Schweden. Sie liegt in der ehemaligen Landgemeinde Floda. Kirchlich gehört sie zum Bistum Strängnäs der Schwedischen Kirche.

## Der Bau
Der älteste Teil aus dem 12. Jahrhundert ist als Westteil des nördlichen Seitenschiffs in einen neugotischen Backsteinbau aus dem späten 19. Jahrhundert eingefügt.

## Ausstattung

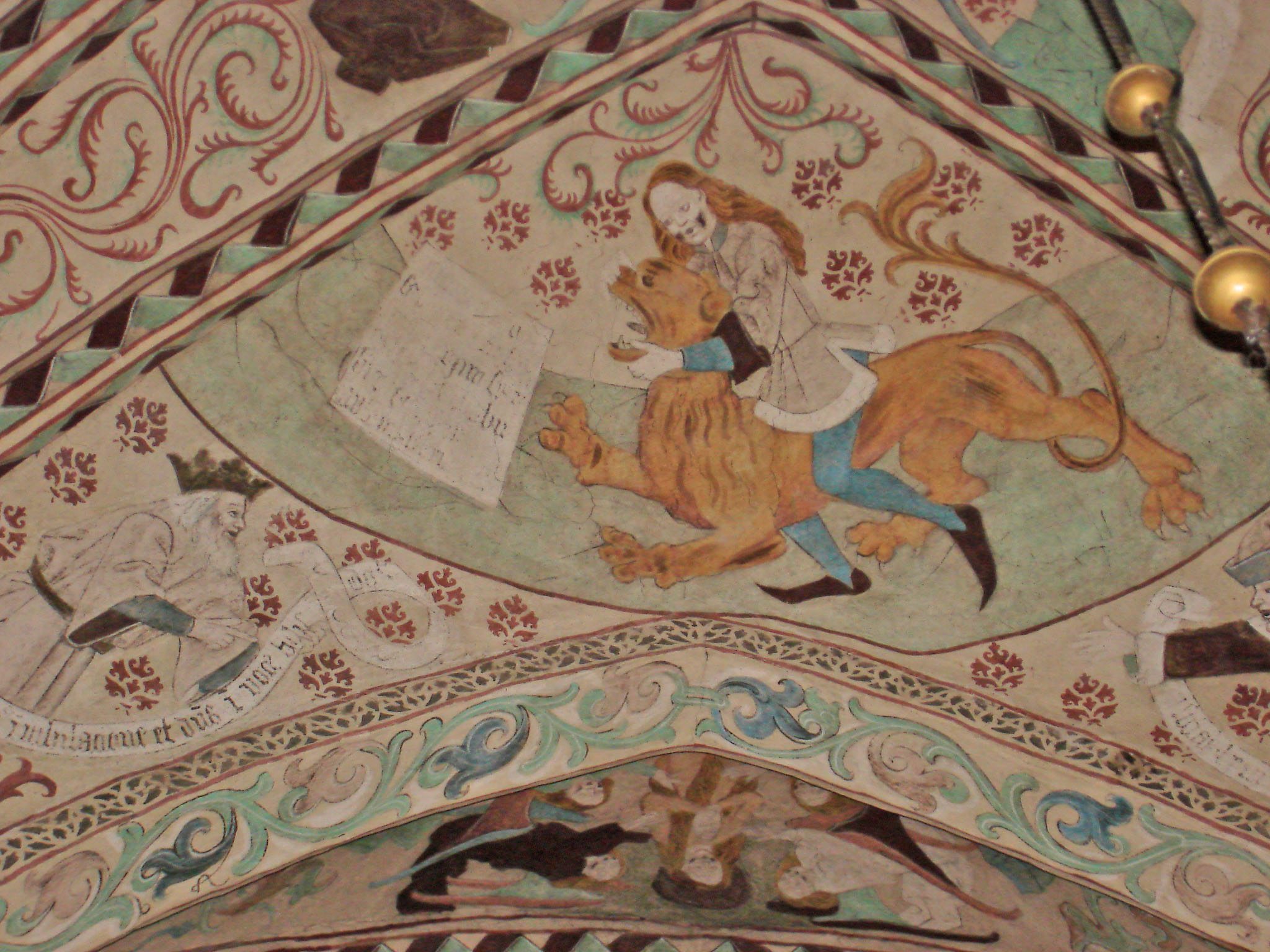
Simson bändigt einen Löwen

Die im 14. Jahrhundert nach Osten verlängerte Kirche, die im 15. Jahrhundert ein vierjochiges Gewölbe erhielt, wurde um 1480 an den Wänden und den Gewölben von Albertus Pictor ausgemalt. Dessen niemals übermalte und nur geringfügig retuschierte Gewölbemalereien sind gut erhalten. Sie stellen im östlichen Joch Verherrlichungen Marias, im zweiten Joch Verherrlichungen Christi, im dritten Joch Figuren aus dem Alten Testament, im vierten Joch David und nordische Sagenfiguren, die Geschichte von Kain und Abel, den hl. Olof, Propheten, den Erzengel Michael als Seelenwäger, Johannes den Täufer, den Mannaregen und Moses dar, an der Nordwand die Geburt Christi, Salomo und die Königin von Saba, die Anbetung der Könige und die Beschneidung Jesu.

## Grabkapelle

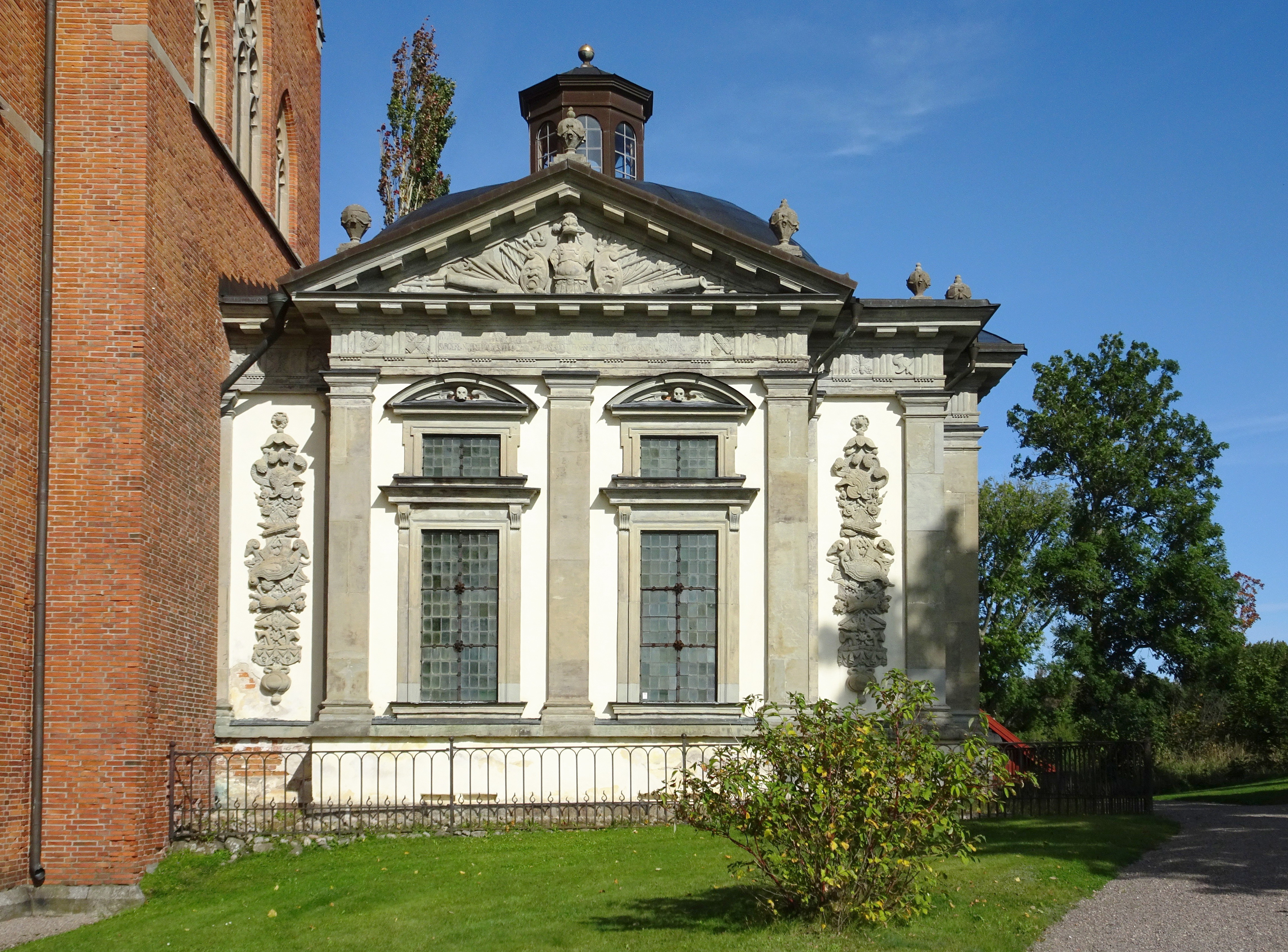
Die Grabkapelle

Die von der Witwe des Reichsmarschalls Lars Kagg (1595–1661) nach Entwurf von Erik Dahlberg aufgeführte Grabkapelle auf dem Grundriss eines griechischen Kreuzes schließt an römische Barockbauten an.